# 京都市電稲荷線

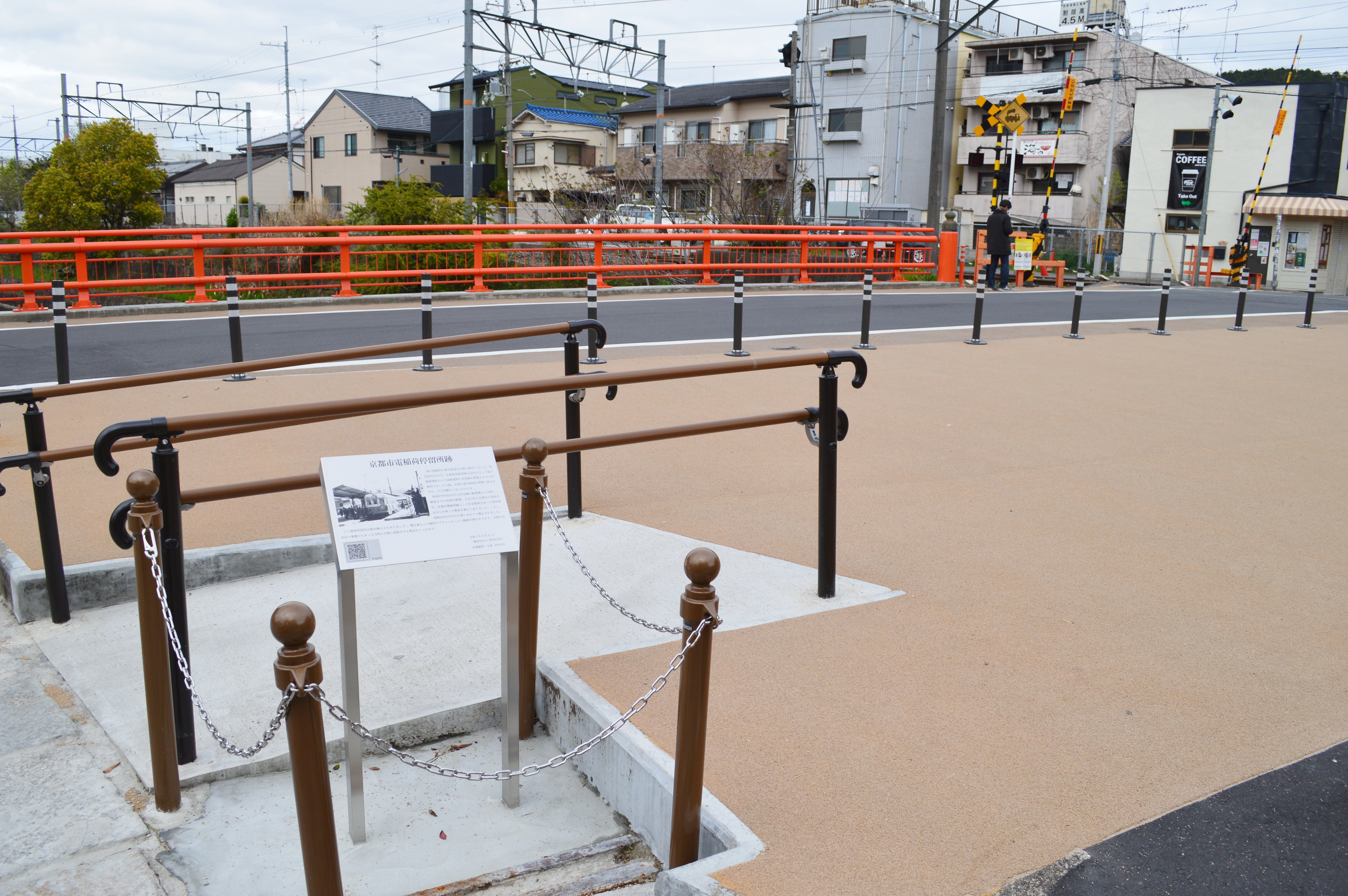
稲荷停留所跡
説明板下において、当時の線路が露出する。

稲荷線（いなりせん）は、京都市伏見区深草に敷設されていた京都市電の軌道路線。
明治期に京都電気鉄道によって建設され、1918年（大正7年）に京都市に買収された。
路線は伏見区勧進橋から伏見稲荷大社前までを結んでおり、京都市電では唯一の全線専用軌道であった。伏見線の支線としての色合いが濃く、戦時体制下（ひらがな系統番号で「も」号系統運用）を除いて、全ての列車は伏見線へ直通した。毎年正月三が日には伏見稲荷大社への初詣客で混雑した。
1970年（昭和45年）に伏見線と共に66年の歴史に幕を閉じた。
廃線後は旧稲荷電停付近の線路跡が稲荷児童公園になっている。この場所では廃止から約50年が経過した2020年1月に公園の改修工事に伴って、地下に埋まっていた線路が露出している。

## 沿革
- 1904年（明治37年）8月4日 京都電気鉄道伏見線支線として、勧進橋－稲荷開業
- 1918年（大正7年）7月1日 京都市が京都電気鉄道株式会社を買収し、京都市電稲荷線となる
- 1923年（大正12年）6月26日 標準軌化[注釈 1]
- 1931年（昭和6年）7月9日 京阪電鉄線電車との交差部で衝突事故
- 1934年（昭和9年）7月2日 京阪電鉄線電車との交差部で衝突事故
- 1970年（昭和45年）
  - 3月18日 勧進橋－稲荷廃止を運輸大臣、並びに建設大臣が認可
  - 3月31日 さよなら電車運行
  - 4月1日 稲荷線廃止し、市バス83号系統に転換

## 電停一覧
停留所／交叉する通り（接続、距離、急行停車駅は路線図参照）
- 勧進橋／竹田街道
- 稲荷 - 鴨川運河（琵琶湖疏水）の稲荷橋の南に接する橋上にあった

## 他線との交叉
平面交叉
- 京阪本線 伏見稲荷駅 南寄り／優先 京阪本線

1931年と1934年の2回、京阪本線との平面交差で衝突事故が発生し1935年に京阪電鉄より代物弁済として大津線で使われていた80型電車 （初代）89号が京都市電に引き渡された。

## 運行系統（廃止時）
| 路線     | 停留所       | 系統 |
| 路線     | 停留所       | 19号 |
| -------- | ------------ | ---- |
| 河原町線 | 京都駅前     | ●    |
| 伏見線   | 塩小路高倉   | ●    |
| 伏見線   | 京都駅八条口 | ●    |
| 伏見線   | 大石橋       | ●    |
| 伏見線   | 札ノ辻       | ●    |
| 伏見線   | 十条通       | ●    |
| 稲荷線   | 勧進橋       | ●    |
| 稲荷線   | 稲荷         | ●    |